# Moyencourt
Moyencourt là một xã ở tỉnh Somme, vùng Hauts-de-France, Pháp.

## Địa lý
Thị trấn này tọa lạc trên đường D154, khoảng 30 dặm Anh về phía đông nam của Amiens.

## Dân số
| 1962                                                           | 1968 | 1975 | 1982 | 1990 | 1999 |
| -------------------------------------------------------------- | ---- | ---- | ---- | ---- | ---- |
| 277                                                            | 309  | 286  | 283  | 263  | 241  |
| Số liệu điều tra dân số từ năm 1962, dân số không tính hai lần |      |      |      |      |      |